# Miles Stewart
Miles Stewart (Sydney, 4 de maio de 1971) é um triatleta profissional australiano. 

## Carreira

### Olimpíadas
Miles Stewart disputou os Jogos de Sydney 2000, terminando em 6º lugar com o tempo de 1:49:14.52. 